# Orcutt
Orcutt és una concentració de població designada pel cens dels Estats Units a l'estat de Califòrnia. Segons el cens del 2000 tenia 28.830 habitants.

## Demografia
Segons el cens del 2000, Orcutt tenia 28.830 habitants, 10.420 habitatges, i 8.023 famílies. La densitat de població era de 985,1 habitants/km².
Dels 10.420 habitatges en un 35,1% hi vivien nens de menys de 18 anys, en un 65% hi vivien parelles casades, en un 8,6% dones solteres, i en un 23% no eren unitats familiars. En el 19,1% dels habitatges hi vivien persones soles el 10,4% de les quals corresponia a persones de 65 anys o més que vivien soles. El nombre mitjà de persones vivint en cada habitatge era de 2,74 i el nombre mitjà de persones que vivien en cada família era de 3,14.
Per edats la població es repartia de la següent manera: un 27% tenia menys de 18 anys, un 6,1% entre 18 i 24, un 25,2% entre 25 i 44, un 24% de 45 a 60 i un 17,7% 65 anys o més.
L'edat mediana era de 40 anys. Per cada 100 dones de 18 o més anys hi havia 90,4 homes.
La renda mediana per habitatge era de 53.251 $ i la renda mediana per família de 59.865 $. Els homes tenien una renda mediana de 49.035 $ mentre que les dones 30.700 $. La renda per capita de la població era de 23.373 $. Entorn del 2,6% de les famílies i el 4,6% de la població estaven per davall del llindar de pobresa.

## Poblacions més properes
El següent diagrama mostra les poblacions més properes.